# William Williams (1731–1811)
William Williams (1731—1811) fou un comerciant, delegat per Connecticut al Congrés Continental el 1776 i un dels signants de la Declaració d'Independència. Williams va néixer a Lebanon, Connecticut, fill d'un ministre, Tim Solomon Williams, i Mary Porter. Va estudiar teologia i va entrar a la facultat de Dret de Harvard el 1751. Va continuar la preparació pel ministeri durant un any, però llavors s'uní la milícia per lluitar a la Guerra Franco-Índia. Després de la guerra, va obrir una botiga a Lebanon, que va anomenar The Williams Inc.
El 14 de febrer de 1771, amb gairebé 40 anys, es va casar amb Mary Trumbull, de 25. Era filla de Jonathan Trumbull, Governador Reial i un polític americà que va servir com a segon portaveu a la Cambra de Representants dels Estats Units. Mary Trumbull i William Williams va tenir tres nens: Solomon (1772), Faith (1774) i William Trumbull (1777).
Williams va ser elegit al Congrés Continental per reemplaçar Oliver Wolcott. Encara que va arribar al Congrés massa tard per votar la Declaració d'Independència, va signar-ne la còpia formal com a representant de Connecticut.
En el seu llibre, Vides del Signants de la Declaració d'Independència (1834), el Reverend Charles A. Goodrich va dir:
| « | [Williams] va fer una professió de la religió a una edat primerenca i al llarg de la seva vida es va distingir per una conducta i una conversa humil i consistent. Tot i que encara era jove, va ser elegit per al càrrec de diaca, càrrec que va conservar durant la resta de la seva vida. Els seus últims dies els va dedicar principalment a la lectura, la meditació i oració. | » |

Williams era també pastor de la Primera Església Congregacional de Lebanon, Connecticut i un comerciant exitós. A la seva mort va ser enterrat al Cementiri Vell de Lebanon.
La casa de Williams a Lebanon sobreviu i és un Lloc Històric Nacional dels Estats Units.